# جشنواره فیلم کوتاه اردن
جشنواره فیلم کوتاه اردن (مهرجان الأردن للفیلم القصیر) یک جشنواره فیلم کوتاه عربی در اردن است. در ابتدا این جشنواره به عنوان یک جشنواره فیلم هنری تأسیس شد. این جشنواره توسط شورای فیلم‌سازان امان مدیریت می‌شود.